# شیراکوت
شیراکوت (به انگلیسی: Sherakot) یک منطقهٔ مسکونی در پاکستان است که در خیبر پختونخوا واقع شده‌است.